# Sunland-Tujunga
Pour les articles homonymes, voir Sunland.
Sunland-Tujunga est la réunion de deux localités situées dans la Vallée de San Fernando, dans la partie nord de la ville de Los Angeles en Californie.

## Historique
Sunland et Tujunga étaient à l'origine habités par les Tongvas, un peuple amérindien. En 1840, la zone faisait partie d'un ranch mexicain. Le mot Tujunga signifie « lieu de la vieille femme » dans la langue Tongva aujourd'hui disparue.
En 1887, l'hôtel Monte Vista a été utilisé comme bureau de poste. À partir de 1906, l'appellation Sunland a été utilisée par le Los Angeles Times à la place de Monte Vista. En 1923 Sunland avait une population d'environ 2 000 habitants et une chambre de commerce active.
La plus grande partie de Sunland a été annexée à Los Angeles en 1926.
En 2009, la population se répartit en 15 316 habitants à Sunland-ville, 13 098 à Shadow hills, et 26 527 habitants pour Tujunga.